# François Sterchele
François Robert Dominique Sterchele (Liège, 14 de março de 1982 – Vrasene, 8 de maio de 2008) foi um futebolista belga. Jogava como atacante.

## Carreira
Iniciou sua carreira em 2000, no RFC Liège, e na temporada seguinte assinou com o Union La Calamine, onde atuou em 29 jogos e marcou 23 gols até 2004. 
Jogou ainda por Oud-Heverlee Leuven, Charleroi e Germinal Beerschot, sendo que as atuações de Sterchele (que culminaram com a primeira convocação para a Seleção Belga no dia que completou 25 anos) neste clube chamaram a atenção do tradicional Club Brugge, que o contratou em 2007. Em sua estreia, contra o Mons, marcou 2 gols. Porém, a passagem de Sterchele nos Blauw-Zwart durou apenas um ano, e sua carreira teve um final trágico.

## O acidente fatal
Em 8 de maio de 2008, Sterchele voltava de uma visita a amigos em Antuérpia, quando seu Porsche Cayman S capotou e bateu contra uma árvore, matando o atacante na hora. Nenhum outro veículo se envolveu no acidente.

## Homenagens do Club Brugge
Abalado com a morte prematura de Sterchele, o Club Brugge decidiu aposentar a camisa 23 usada pelo atacante. Desde então, os torcedores da equipe cantam em homenagem ao jogador a partir dos 23 minutos de cada jogo. Milhares de pessoas acompanharam o funeral do atacante, que foi cremado em seguida.